# Tschechische Badminton-Mannschaftsmeisterschaft 2015
Die Tschechische Badminton-Mannschaftsmeisterschaft der Saison 2014/2015 gewann das Team von BK 1973 Deltacar Benátky nad Jizerou.

## Vorrunde
| Platz | Team                                 | Punkte | Spiele | G | U | V | Spielpunkte |   |    | Sätze |   |    | Bälle |   |      |
| ----- | ------------------------------------ | ------ | ------ | - | - | - | ----------- | - | -- | ----- | - | -- | ----- | - | ---- |
| 1     | SKB Český Krumlov                    | 19     | 7      | 6 | 0 | 1 | 39          | - | 17 | 84    | - | 45 | 2422  | - | 2110 |
| 2     | BK 1973 Deltacar Benátky nad Jizerou | 18     | 7      | 5 | 1 | 1 | 39          | - | 17 | 83    | - | 39 | 2316  | - | 1824 |
| 3     | Sokol Radotín Meteor Praha           | 18     | 7      | 5 | 1 | 1 | 37          | - | 19 | 84    | - | 46 | 2426  | - | 2192 |
| 4     | TJ Sokol Veselý Brno-Jehnice         | 17     | 7      | 5 | 0 | 2 | 32          | - | 24 | 71    | - | 58 | 2272  | - | 2210 |
| 5     | TJ Sokol Dobruška                    | 12     | 7      | 2 | 1 | 4 | 23          | - | 33 | 53    | - | 77 | 2190  | - | 2415 |
| 6     | TJ Astra ZM Praha                    | 11     | 7      | 2 | 0 | 5 | 18          | - | 38 | 50    | - | 82 | 2241  | - | 2512 |
| 7     | BaC Kladno                           | 10     | 7      | 1 | 1 | 5 | 23          | - | 33 | 54    | - | 74 | 2216  | - | 2390 |
| 8     | USK Plzeň                            | 7      | 7      | 0 | 0 | 7 | 13          | - | 43 | 36    | - | 94 | 2158  | - | 2588 |

## Viertelfinale
- TJ Sokol Veselý Brno-Jehnice – TJ Sokol Dobruška: 7:1
- Sokol Radotín Meteor Praha – TJ Astra ZM Praha: 7:1

## Halbfinale
- TJ Sokol Veselý Brno-Jehnice – SKB Český Krumlov: 5:3
- BK 1973 Deltacar Benátky nad Jizerou – Sokol Radotín Meteor Praha: 4:4 (9:8)

## Spiel um Bronze
- SKB Český Krumlov – Sokol Radotín Meteor Praha: 5:3

## Finale
- BK 1973 Deltacar Benátky nad Jizerou – TJ Sokol Veselý Brno-Jehnice: 5:3